# داده‌ها و اطلاعات جغرافیایی
داده‌ها و اطلاعات جغرافیایی یا داده‌های مکانی یا فضایی به گروهی از داده گفته می‌شود که بیان‌کننده موقعیت جغرافیایی یک عارضه (طبیعی یا مصنوعی) بر روی زمین یا فضایی جغرافیایی باشند (نگاه کنید به موقعیت جغرافیایی یا موضع جغرافیایی). نام‌های بسیاری را بر روی این داده نهاده‌اند از جمله؛ دادهای فضایی (spatial)، داده‌های مکان-مبنا یا زمین‌فضایی (geospatial)، داده‌ها و اطلاعات زمین‌مرجع‌ (georeferenced). نزدیک به ۹۹ درصد از داده‌های ارگان‌های دولتی از نوع داده‌های مکان-مبنا هستند. این نوع داده‌ها در سیستم اطلاعات جغرافیایی ذخیره می‌شوند. همچنین انواع مختلفی از داده های جغرافیایی وجود دارد که شامل گرافیک برداری، گرافیک شطرنجی، پایگاه داده مکانی، فایل‌های وب و داده‌های چندزمانی می‌شود.
داده‌ها و اطلاعات جغرافیایی می‌تواند از هر گونه اطلاعاتی که در خود، موقعیت جغرافیایی دارد استفاده کند. موقعیت جغرافیایی می‌تواند به گونه‌های متفاوتی (مانند طول جغرافیایی، عرض جغرافیایی، آدرس پستی، و کد پستی) بیان شود.
با استفاده از داده جغرافیایی، گونه‌های بسیاری از اطلاعات می‌توانند با یکدیگر مقایسه شوند. این سامانه می‌تواند داده انسانی (مانند جمعیت، درآمد، و سطح تحصیلات) را نیز در خود داشته باشد. یا اطلاعات زمینی (مانند محل جریان آب، گونه‌های گیاهی، و انواع خاک) را در بر بگیرد. یا جای کارخانه، کشت‌زار، راه، و خطوط انتقال برق را در خود داشته باشد.
با فناوری داده‌ها و اطلاعات جغرافیایی، می‌توان اختلاف موقعیت جغرافیایی چیزهای مختلف را برای کشف ارتباط آن‌ها با یکدیگر پیدا کرد. برای نمونه، با استفاده از داده‌ها می‌توان با استفاده از یک نقشه، جای یک سایت آلوده‌کننده (مانند کارخانه) و جاهایی که به این آلودگی، حساس هستند (مانند زمین مرطوب یا رود) را مشخص کرد.
داده‌ها و اطلاعات جغرافیایی معمولاً به صورت موقعیت یا روابط هندسی ذخیره شده و قابل نمایش در نقشه‌ها هستند.